# Saber y ganar
Saber y ganar es un programa de televisión español de preguntas y respuestas dirigido por Sergi Schaaff hasta su fallecimiento en 2023, y desde entonces por Abigail y Anaïs Schaaff y presentado por Jordi Hurtado, Rodrigo Vázquez, Pilar Vázquez y Elisenda Roca y emitido por La 2 de Televisión Española y por TVE Internacional, dependiendo la hora de emisión de la zona geográfica. Se emite de lunes a viernes a las 15:35 horas y, desde el 15 de octubre de 2011, los sábados y domingos a las 15:35 horas se emite Saber y ganar fin de semana. También se ha emitido en La 1 de Televisión Española entre el 25 y el 29 de febrero de 2008 a la 13:00 con cinco entregas especiales de 40 minutos de duración por los 2500 programas y entre el 1 diciembre y el 19 de diciembre de 2014 a las 19:55 horas en un formato distinto llamado Saber y ganar: parte de tu vida que contó con catorce entregas de 35 minutos de duración.

## Historia del programa
El programa nació como sustituto del programa Rompecocos (adaptación del programa Brainstorm) en una franja de concursos culturales que se había iniciado en 1991 con Cifras y letras. El programa presentaba una novedad respecto a los anteriores programas de la franja: los concursantes podían eliminarse entre sí, lo que motivó a llevar a cabo estrategias.
Se emite ininterrumpidamente desde el 17 de febrero de 1997, por lo que es el concurso más veterano de la historia de la televisión de España. El 6 de junio de 2014 cumplió 4000 programas en antena. Durante 2005 obtuvo una media en torno al millón y medio de espectadores por programa, lo que supone más del doble de la audiencia media de La 2. Su mayor pico de audiencia lo obtuvo el 22 de enero de 1998 con 2 646 000 espectadores y un 21,8 % de cuota de pantalla. Como celebración especial se cambió el decorado del plató, de color dominante azul al rojo, que permaneció hasta 2014, cuando se modificó completamente el decorado. En el décimo aniversario del programa, Juanjo Cardenal mostró su rostro (normalmente no se le ve), aduciendo que debe dar luz y calor, revelándose así un secreto guardado desde que nació el programa, el 17 de febrero de 1997. Desde el programa del 1 de julio de 2011 al del 17 de agosto de 2011, Jordi Royo sustituyó a Juanjo Cardenal como voz en off.
En Saber y ganar compiten tres concursantes que deben responder correctamente a preguntas de cultura general en diversas pruebas. Cada día, el concursante clasificado en segundo lugar debe superar una prueba más, la Calculadora humana, actualmente la calculadora mixta, para poder conservar lo que ha ganado durante el concurso en el primer caso y hoy en día al cincuenta por ciento con la calculadora mixta. Los tres participantes tienen la oportunidad de conseguir un dinero extra contestando correctamente a la penúltima prueba, La parte por el todo. En la última prueba del programa, el concursante que cayó eliminado en última llamada tiene la posibilidad de volver a concursar en el programa siguiente si supera El reto.
El 17 de febrero de 2013, el programa cumplió 16 años en antena. Para celebrar este hito, el concurso preparó una sorpresa a los concursantes del fin de semana, del domingo, y fue que todos los concursantes tenían la opción de ir al gran minuto, pero nadie consiguió el bote. Al día siguiente, el concurso programó 12 emisiones especiales con los magníficos, aquellos concursantes que superaron los 7000 € en ganancias, que venció Manu Zapata.
El 14 de julio de 2009 se emitió un programa especial con motivo de los 50 años de RTVE Cataluña, recordando programas realizados en los estudios de San Cugat del Vallés durante este período. De entre ellos, se eligieron seis:
- Cifras y letras, con la presencia en el estudio de Elisenda Roca.
- Si lo sé, no vengo, presentado por el mismo Jordi Hurtado.
- El tiempo es oro, prueba que presentó en el programa Constantino Romero.
- Busque su pareja, prueba conducida por Mario Beut.
- 3×4, también con la participación de Jordi Hurtado, ya que fue uno de los presentadores de este programa en el circuito catalán de Televisión Española.
- Juego de niños. Contó con la presencia de uno de sus conductores, Javier Sardà.

En el programa 3000, emitido el 19 de abril de 2010, se anunció como sorpresa el regreso de 50 exconcursantes que dejaron, de alguna manera, una huella en el programa.
El 3 de mayo de 2016, Jordi Hurtado se ausentó por primera vez del programa en sus más de 19 años, debido a una pequeña intervención quirúrgica y fue Luis Larrodera quien le sustituyó. El 9 de junio, Hurtado volvió a ponerse al frente del concurso.
El 17 de febrero de 2017 el programa cumplió 20 años en emisión.
El 17 de julio de 2021 se anunció que Juanjo Cardenal no seguía en el programa, ya que se jubilaba. En su lugar, el 23 de agosto de 2021, entró Elisenda Roca (periodista y presentadora de Cifras y letras durante la etapa de La 2).
El 29 de julio de 2022, el concurso llegó a los 6000 programas emitidos. Para celebrar ese hito, todas las pruebas de ese día incluyeron preguntas relacionadas con el formato y la cifra alcanzada y se enmarcaron también en la celebración de los 28 años del programa en antena.

## Estructura actual del programa
El programa consta de varias pruebas, algunas de las cuales han ido renovándose con el paso de los años.

### Batería de sabios (Cada sabio con su tema en Fin de semana)
Cada uno de los tres (dos) concursantes elige un tema de entre cinco disponibles, siempre y cuando no se dé el tema obligado, que es para los tres (dos) concursantes, y deben contestar a una batería de preguntas relacionadas con él durante 60 segundos. Dentro de cada pregunta, el presentador da dos opciones. Si el concursante acierta, gana 20€; en caso contrario, se pasa a la siguiente pregunta (pues la respuesta correcta sería la otra opción). Si al cumplirse el tiempo se ha terminado de hacer la pregunta y se han dado las dos posibles respuestas, el concursante puede contestarla; por el contrario, si el enunciado no ha sido completado (o no se dieron las opciones), no podrá contestar. Cuando sea el turno del segundo concursante, elegirá entre los cuatro temas restantes. Y el tercer concursante solo podrá elegir entre tres temas.
Esta modalidad es una modificación sobre el sistema de preguntas anterior: el tiempo era de 50 segundos, pero no se daban opciones en la pregunta. Por cada acierto el participante sumaba 20€ más (ganaba 2000 pesetas antes de la aparición del euro). Si fallaba, podía seguir dando respuestas o decir "paso" para continuar con la siguiente pregunta. Si al cumplirse el tiempo se había terminado de hacer la pregunta, el concursante podía contestarla; por el contrario, si el enunciado no se había completado, no podía hacerlo. La elección de temas es de forma similar.
Desde el 3 de marzo de 2015, el formato de esta prueba se cambia a la elección entre solo dos temas, muy parecido al formato "Parte de tu vida". En este caso, el concursante elige entre dos temas y el siguiente concursante debe elegir entre el tema que ha quedado o un nuevo tema. Este formato sin embargo, no se utiliza en los programas de fin de semana, donde hay seis temas a elegir.
Esta prueba se retiró sin previo aviso el 14 de octubre de 2015 en la versión diaria del programa y se sustituyó por Nombre oculto. La última vez que se jugó fue el 13 de octubre. Sin embargo, la prueba reapareció poco después, el 27 de octubre, sustituyendo a Nombre oculto.
Desde octubre de 2018, el formato de esta prueba en el programa diario se cambia a una Batería de sabios de tres minutos sin parar, en la que se cambia el turno cuando falla un concursante; así, es posible que un mismo concursante pueda estar los tres minutos respondiendo y ganar una suma mayor de dinero.

### Descartando (Por su obra lo conocerán / Viaje con nosotros)
En los programas especiales de Magníficos 2020 (en marzo de 2021) se estrenó la prueba Por su obra lo conocerán, luego llamada Descartando, que quedó de forma permanente en los programas regulares. En esta prueba, se presentaba una obra de cualquier tipo (música, pintura, escultura, literatura, científica e incluso obras pertenecientes al mundo de la ficción) y se debe descubrir a su autor entre cuatro opciones de respuesta. La mecánica de esta prueba es que cada concursante debe descartar a uno de los no autores para que quede al final sin descartar el autor correcto. Si se resuelve correctamente, cada concursante gana 100 euros (5 puntos el fin de semana), pero si alguno de los concursantes descarta al autor, pierden todos 50 euros (3 puntos el fin de semana).
En junio de 2021 se reemplazó por Viaje con nosotros, una prueba con la misma mecánica, pero en lugar de una obra se presentaba un lugar puntual (un edificio, una iglesia, un parque, etc.) y se debe descubrir a qué país, ciudad o comunidad pertenece el lugar mostrado, descartando las tres opciones incorrectas de entre las cuatro presentadas.

### La pregunta caliente
Consiste en diez temas de temática variada. Uno de los concursantes envía el tema escogido a su contrincante. La primera de ellas se hace al concursante con menor puntuación, pasando el rebote a su contrincante si falla la respuesta. A partir de la segunda pregunta, el concursante que contestó acertadamente a la anterior, o, si fallan los dos concursantes, aquel al que se le asignó la anterior, decide a quién va enviada la pregunta que formule Elisenda Roca. Por cada acierto ganan 100€ y pierden 10€ si pasan, no responden o fallan. Tras esta prueba, el concursante que menos puntos obtenga pasa al área de descanso, con la posibilidad de evitar el reto gracias a la prueba Última llamada.
Si existiera un empate en puntos más bajos (por ejemplo, las puntuaciones son 180, 320 y 180), el concursante que lleve más programas pasará a la siguiente fase y, en caso de coincidir también en el número de programas, pasa el que tenga más dinero acumulado. Para dirimir los empates se han utilizado diferentes modalidades: en un principio se utilizaba algo parecido al reto, en el que cada uno de los dos participantes con menor puntuación tenía que adivinar el mayor número de definiciones de palabras. Posteriormente, se cambió por otro tipo: hay tres sobres con preguntas y el participante con menor dinero acumulado (a lo largo de su participación en el programa) escogía uno de ellos. Se le planteaba la pregunta: si acertaba, pasaba al relevo; en caso contrario, el otro participante tenía la opción de acertar y pasar él. Si ninguno acertaba, se pasaba a una segunda pregunta, si bien el primer concursante en tener opción de pasar era el que tiene mayor puntuación acumulada. Al igual que antes, si acertaba, pasaba al relevo; si no, tendría opción el otro concursante empatado.

### Descubriendo ciudades
Mediante fotografías y pistas dadas por Pilar Vázquez, los concursantes deberán adivinar la ciudad que proponga el programa ese día. El concursante que va primero tras la pregunta caliente tendrá el derecho de contestar primero y por 300 puntos. Si la adivina se los lleva, si no habrá rebote, pista adicional y rebaja de 100 puntos por cada concursante. 

### Última llamada
Estrenada el 7 de enero de 2010, tiene lugar al terminar el relevo. Los tres concursantes se sitúan según las puntuaciones obtenidas hasta ahora en el programa. Se realizarán seis preguntas relacionadas con un tema concreto. Antes de empezar, se dan las seis respuestas de las preguntas. Si la respuesta que da el concursante no es correcta, se le restan 100 € y pasan a formar parte de un bote (que comienza en cero). Si acierta la pregunta, suma la cantidad que hubiera en el bote, y este vuelve a cero (en caso de que no haya nada acumulado, el marcador queda igual). La primera pregunta se realiza al participante con más puntos, la siguiente al segundo y la tercera al que menos tenga. Para las tres siguientes, vuelve a repetirse este orden. Al finalizar la prueba, se conoce a qué prueba irá cada concursante definitivamente: el que tenga menos va al reto; el segundo en puntuación, a la calculadora humana; y quien tenga el mayor número de puntos, a la parte por el todo en primer lugar. Hay que anotar que en esta prueba quien contesta en primer turno puede ganar un máximo de 300 puntos, el segundo un máximo de 400 puntos y el tercero un máximo de 500, esto contando que pierda 100 puntos la primera vez que contesta.

### La calculadora (humana) mixta
Incorporada en 2003, esta prueba es la más temida después del reto. En ella, el concursante que ha quedado segundo en Última Llamada (anteriormente quien perdía en El Duelo) se enfrenta a la resolución de 7 operaciones aritméticas en 30 segundos, que en 2021 varió un poco incorporando operaciones con números indirectos (p.e., años en un lustro, docenas, elementos que componen algo...). Si las resuelve, conserva los puntos ganados en el día, pero si no, pierde todo el acumulado del día (desde la introducción del término mixta, pierde el 50% del acumulado del día).

### La parte por el todo
Esta prueba le permite a uno de los concursantes ganar una suma extra de dinero, directamente a su total acumulado. Los concursantes deben descubrir un "todo", relacionado con cada una de las "partes" dadas por Elisenda a modo de pistas. Para darse como respuesta válida, además de descubrir el todo, deben describir correctamente cómo se relaciona cada una de las partes con ese todo. Todos los concursantes pueden participar, pero en un orden específico dependiendo de la puntuación obtenida durante el programa. El juego puede durar varios días hasta que un concursante tenga la respuesta correcta y completa. El primer día el premio arranca con 1000 euros, y disminuye 100 euros por cada día transcurrido. Dependiendo de la modalidad, cada día puede tener una "parte" nueva, de forma que para que un concursante acierte, debe describir todas las partes que hayan salido en los diferentes días. 
Algunas de las modalidades que se utilizan en esta prueba son:
- Pistas dadas por Elisenda: Generalmente de 4 a 6. Cada día Elisenda aportará con una pista relacionada con el todo que se debe descubrir. 
- Pistas visuales: Generalmente de 4 a 6. Cada día se muestra una imagen nueva, relacionada con el todo que se debe descubrir. 

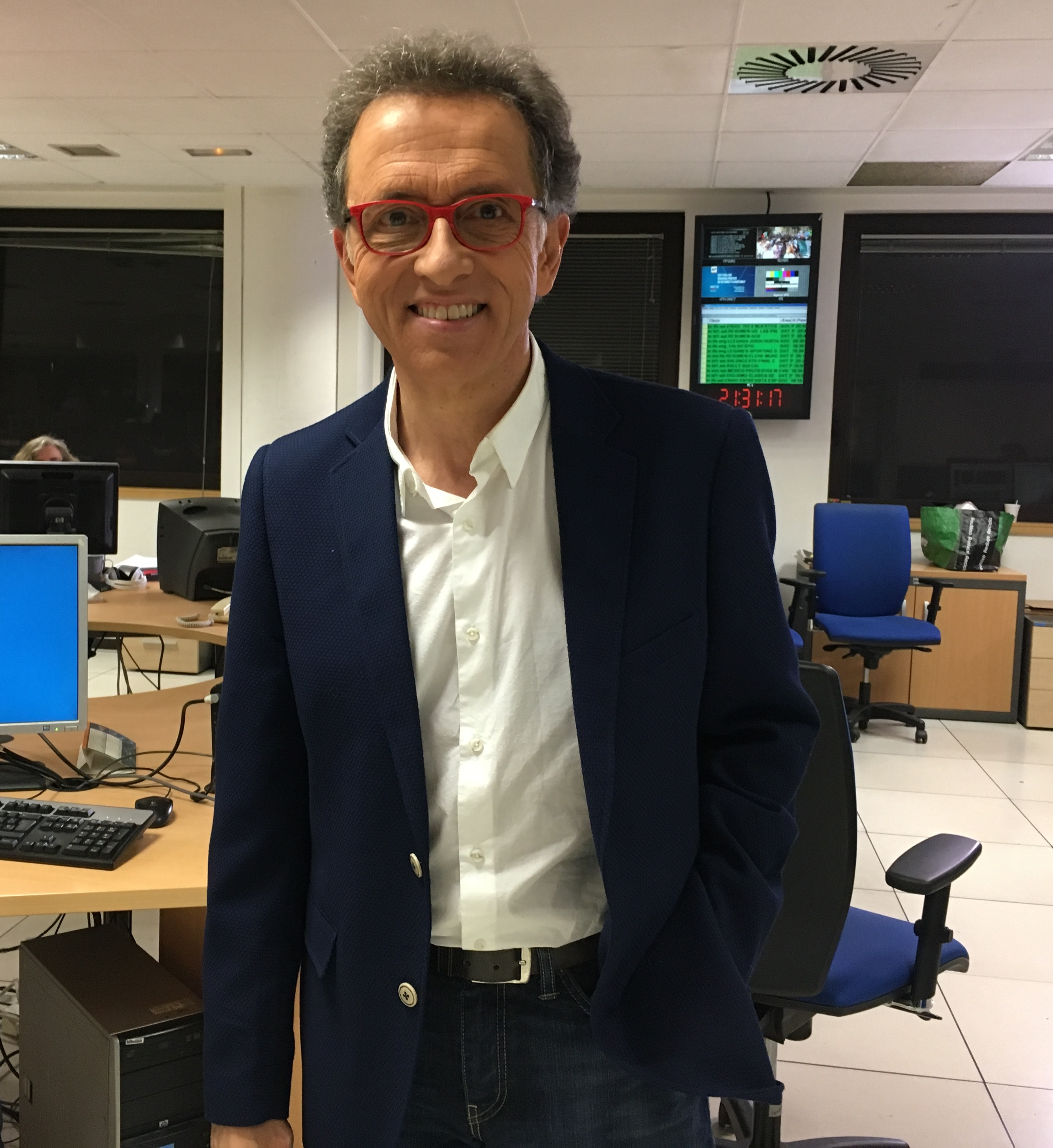
Jordi Hurtado, presentador de 'Saber y Ganar'.

- Pistas musicales: Generalmente de 4 a 6. Cada día se escucha un fragmento musical, relacionado con el todo que se debe descubrir. 
- Parte única: El primer día se muestra un fragmento del todo, sin más pistas que aportar los siguientes días. 
- Mosaico de imágenes: Se presenta un mosaico de 6 imágenes, que se descubrirán de a una por día. Todas las imágenes son de distinta índole entre sí, pero a su vez todas se relacionan con el todo.
- Pista-Imagen-Música: El primer día Elisenda aportará con una frase a modo de pista. El segundo día se muestra una imagen y el tercer día un fragmento musical. Sin más pistas, se debe descubrir el todo que une los 3 elementos.
- Mosaico de canciones: Se presenta un mosaico de 3 canciones sobre-montadas entre sí. En este caso no existe un todo, sino que los concursantes deberán descubrir cuales son estas canciones que se escuchan y sus respectivos intérpretes.

### El reto
En los inicios del programa no existía el reto, por lo que siempre, tras la pregunta caliente, había un eliminado. Esta prueba se incorporó en 1998. Es una de las pruebas favoritas de la audiencia, pese a que es una prueba eliminatoria. A ella accede el concursante con menos puntos tras la última llamada (anteriormente accedía a ella el concursante con menor puntuación tras La pregunta caliente). Al concursante se le presentan siete palabras de las que solo conoce las tres primeras letras y, con las definiciones de Elisenda Roca, debe adivinar todas las palabras en menos de 50 segundos. En caso de acertarlas, participará en el siguiente programa; en caso contrario, acaba su participación. En ambos casos se suman al total los puntos ganados ese día.
Al principio, había que adivinar ocho palabras que tenían las mismas iniciales, con la ayuda del primer clasificado.
Excepcionalmente el 1 de abril de 2013, cuando a Marisa Aisa (Zaragoza) le quedó una palabra ("fungible"), la dirección decidió que continuase en el programa, algo que ha ocurrido muy pocas veces. Otra excepción a esto ocurrió el 8 de abril de 2014, cuando a la concursante Zulema Royo (Barcelona) le quedó una palabra para completar dicha prueba ("estorbar") y la dirección de Saber y ganar decidió que continuase en el programa.

## Saber y ganar fin de semana
Desde el 15 de octubre de 2011, La 2 emite Saber y ganar fin de semana, una versión independiente de la edición diaria, en la que vuelven al programa concursantes que ya participaron alguna vez en Saber y ganar. A diferencia de la versión de lunes a viernes, en la que concursan tres personas, en la fin de semana lo hacen seis y por equipos. Los equipos pueden estar un máximo 25 fines de semana. 
El equipo formado por Malen Potenciano (Cuenca), Julio Álvarez (Oviedo) y Francisco Navarro (Tomelloso), fue el primero en alcanzar los 25 fines de semana. Estuvieron concursando desde el 18 de mayo al 24 de noviembre de 2019.
El equipo formado por Fina Olivé (Sóller), Isabel Ponce (Albacete) y Paz Herrera (Torrelavega), fue el segundo en alcanzar los 25 fines de semana.
El equipo formado por  Juantxo Roca (Huesca), Victoria Vicente (Madrid) y Sebastián Cárdenas (Sevilla) fue el tercero en alcanzar los 25 fines de semana. Es, hasta la fecha, el equipo que ha alcanzado mayor puntuación final.
El equipo formado por Ángel Olaso (Gandía), Jaime Lucas (Madrid) y Valentín García (Sant Feliu de Llobregat) fue el cuarto en alcanzar los 25 fines de semana.
El equipo formado por Ramón Flores (Málaga), Vanessa Martínez (Bilbao) y Agustí Millán (San Justo Desvern) fue el quinto en alcanzar los 25 fines de semana.
El equipo formado por María Bolado (Santander), Manuel González (Granada) y Mario García (Majadahonda) fue el sexto en alcanzar los 25 fines de semana.
El equipo formado por Ángel Mata (Córdoba), Manuel Morales (Parets del Vallés) y Miguel Ángel Caballero (Santa Perpetua de Moguda) fue el séptimo en alcanzar los 25 fines de semana.
El equipo formado por Manel Carrere (Barcelona), Antonio Teruel (Ibi) y José Moreno (Santa Coloma de Gramenet) fue el octavo en alcanzar los 25 fines de semana.
El equipo formado por Rosa Blanco (Valladolid), Ismael Mínguez (Barcelona) y José Joaquín César (Leganés) fue el noveno en alcanzar los 25 fines de semana.
El equipo formado por Diego Pazos (La Coruña), Alexis Bartolomé (Madrid) y Enric Nieto (Barcelona) fue el décimo en alcanzar los 25 fines de semana.
El equipo formado por Alejandro Alagón (Huesca), Joan Carles Torres (Sabadell) y Jesús Llop (Castelldefels) fue el undécimo en alcanzar los 25 fines de semana. Apodados como "Vade reto".
En la edición del fin de semana (mecánica antigua), el récord de permanencia lo tiene Antonio Ruiz (Castellón), que estuvo 17 fines de semana y ganó 6.050 €. El récord de ganancias sin superar el pequeño gran minuto lo ostenta José Vicente Catalán (Madrid), que obtuvo 7.040 € en los 14 fines de semana que estuvo.

### Programa del sábado
Son 2 equipos de 3 participantes, y se enfrentan entre sí en diferentes pruebas: primero a "Batería de sabios", en la que cada pregunta correcta representa 1 punto para el equipo; "El nombre oculto", en la que compiten dos concursantes, en cuatro rondas (1 punto cada una). "Deletreo al revés", en la que se enfrentan 2 concursantes quienes deben deletrear palabras de entre 10 y 12 letras, pero comenzando por el final, siendo 2 palabras por concursante (1 punto cada una). "Siguiendo la pista", en el que se hacen 2 rondas (1 punto el acierto); y finalmente "No os paséis", con tres preguntas cuya respuesta es una cifra, y en el que el objetivo es acercarse lo más posible a la respuesta pero "sin pasarse". Las tres preguntas valen 2 puntos, 3 puntos y 4 puntos, respectivamente. Por último va "Encuentre la palabra" donde los concursantes tienen que adivinar una palabra de 8 o 9 letras. Tienen 60 segundos para adivinar la palabra. Cada 10 segundos aparecerá una letra. Hay tres letras que no se van a facilitar y si el concursante adivina la palabra, gana 1 punto (si es antes de la tercera letra, 2 puntos). Los puntos conseguidos por los equipos se mantienen para continuar el programa del domingo.

### Programa del domingo
En el domingo sigue la participación de los dos equipos. Primero juegan a "Cada sabio...", donde hay 6 temas a elegir. Cada concursante elige un tema y debe responder solo 3 preguntas relacionadas al tema elegido. Por cada respuesta el equipo suma 1 punto. Luego, cada equipo juega la prueba de descarte "Viaje con nosotros", con la opción de ganar 5 puntos o perder 3 puntos. Luego vienen las Preguntas calientes en cadena, que son 10 preguntas; el equipo con menor puntuación elige un representante que enviará las primeras 5 preguntas y el equipo contrario delega 2 concursantes para responder. Luego, se intercambian los equipos para enviar y responder las 5 preguntas restantes. Son 2 puntos por respuesta correcta en donde, a diferencia de la versión diaria, si hay rebote los concursantes no pierden puntos. Después va "Última llamada", la última prueba de clasificación para las dos últimas pruebas del domingo. La mecánica es la misma, pero además, por cada respuesta suman, además de lo que hubiera en el bote, 1 punto adicional. Por cada respuesta incorrecta pierden 1 punto.
Finalmente, se hace el recuento de puntos y la clasificación a las pruebas finales. Además, cada equipo recibe un comodín por cada 10 puntos acumulados. Si al equipo con mayor puntuación le sobran puntos (ejemplo, por 45 puntos reciben 4 comodines y restan 5 puntos), los debe ceder al equipo contrario con la posibilidad de ganar un comodín adicional si alcanzan la siguiente decena (esto no modifica la clasificación). Los comodines los pueden utilizar en las dos pruebas finales, el uso de un comodín equivale a responder correctamente una pregunta.
El equipo con menor puntuación juega al "Doble reto" como prueba eliminatoria, en el que hay 14 palabras a acertar en 100 segundos. El primer concursante debe responder correctamente 5 palabras para poder cambiar al segundo concursante, quien también debe responder correctamente 5 palabras, quedando para el tercer concursante las 4 palabras restantes. Por cada respuesta correcta el equipo gana 50 euros y ganarán 1000 euros si aciertan las 14 palabras. Al igual que en los programas diarios, si no consiguen el pleno, el equipo se despide del programa. 
Por último, el equipo con mayor puntuación debe jugar al "Doble gran minuto", resolviendo 15 preguntas en 120 segundos. Cada acierto le representa 100 euros al equipo, y 3000 euros si consiguen el pleno. Al igual que el pequeño gran minuto, no se admiten fallos, pero como se juega en equipo los 2 primeros concursantes tienen la opción de equivocarse o pasar, pero el tercero debe sí o sí dar la respuesta correcta (o usar un comodín mientras los disponga), caso contrario el juego se termina.

### Formato modificado en 2020
Durante la pandemia por COVID-19, el formato se modificó, ya que solo podían participar 2 concursantes en lugar de los equipos. Se incluyó la prueba de "Anagramas", donde, a diferencia de la versión diaria, y por cada respuesta correcta el participante suma 1 punto por palabra correcta y 10 al pleno.
En lugar del "Doble gran minuto", el participante con más puntos jugará "Todos se llaman" (iniciado el 12 de julio de 2020). Tienen que descubrir a través de la información proporcionada por el sabio, siete personajes que comparten el mismo nombre de pila (Ejemplo David, José). Se juega una primera ronda sin cronómetro, en la que el concursante puede tomarse el tiempo para responder. Luego, sin han quedado personajes sin descubrir, Juanjo, repite las pistas pero con un tiempo limitado para responder, de 10 segundos por cada personaje faltante. Por cada acierto; son 2 puntos y si completa los 7; gana 20 puntos. Cabe aclarar que en todo el tiempo que se realizó esta prueba, ningún concursante alcanzó el pleno.
Cada 3 fines de semana se van cambiando los concursantes y en cada trío de fines de semana, se buscará al mejor. En el primer fin de semana hay en juego 1.000 €, en el segundo 2.000 € y el tercero 3.000 €. Ganará el concursante que más fines de semana gane, independientemente del dinero, que igualmente se lo lleva. En los 3 fines de semana jugaban los mismos concursantes.
Desde enero de 2021 se retomó el formato anterior con 2 equipos de 3 concursantes.

## Saber y ganar: parte de tu vida
En diciembre de 2014, TVE decidió probar suerte para remontar su débil franja de tarde con unos especiales del programa a las 20h00 en La 1, en la que participaron concursantes inolvidables de la historia del programa.
Se hizo una competición entre 4 equipos de 3 personas que jugaban 3 programas cada uno. En cada programa los concursantes se enfrentaban a varias pruebas y el que más dinero tenía pasaba a una prueba final con 5.000 € en juego.
- Nombre oculto

- Cada sabio con su tema

El primer concursante elige entre dos temas y el siguiente concursante debe elegir el tema que ha quedado o uno nuevo. El tema que ha dejado el tercer concursante acompañará a uno nuevo al día siguiente.
- Los errores del adversario

Prueba parecida a La pregunta caliente. En esta prueba cada concursante contestará 3 preguntas en las que por cada respuesta correcta ganan 100 € y perderán 20 € si fallan. La diferencia que hay con La pregunta caliente es que si fallan habrá rebote y el siguiente concursante puede ganar 200 €. Aunque una pregunta haya sido contestada por otro concursante irá al primer concursante que falló, a no ser que hayan terminado sus tres preguntas y haya que pasar al siguiente concursante o haya terminado la prueba. 
- La calculadora humana

Es la misma dinámica solo que aquí los tres concursantes juegan la misma calculadora de uno en uno. Por cada respuesta correcta los concursantes ganan 50 € y si consiguen acertar las 7 operaciones ganan 500 €.
- Una imagen, una palabra, una música

En esta prueba los concursantes disponen de una imagen, una palabra y una música para adivinar algo. El concursante que le dé primero al pulsador tiene que responder. Si no contesta correctamente, habrá rebote a los otros 2 concursantes. Si todos fallan, el presentador dará a elegir al concursante de mayor puntuación a elegir uno de cinco sobres que contienen pistas que hacen perder 300 € al concursante que ha elegido el sobre. Después intenta adivinar la incógnita. Si la respuesta no es correcta, el siguiente concursante tendrá que elegir un sobre y así sucesivamente hasta que los 5 sobres se hayan consumido o alguien ha adivinado la incógnita. El concursante que da la respuesta correcta gana 1.000 €.
Después de estas pruebas, el concursante con mayor puntuación se enfrenta a la prueba final.
- Triple reto

El concursante con mayor puntuación se enfrenta a tres retos:
Reto normal: El concursante tiene 50 segundos para responder siete palabras.
Reto del comodín: El concursante tiene que acertar en 45 segundos 5 palabras con las tres mismas iniciales para conseguir un comodín.
Reto temático: Al concursante se le presenta un tema y tiene 50 segundos para responder de forma correcta 6 palabras relacionadas con ese tema.
Si el concursante consigue superar los tres retos gana 5.000 €. Si no lo consigue, esos 5.000 € se acumularán en un bote para la gran final que empieza de 10 000 €.
Después de todos los programas, los tres concursantes con mayor puntuación se enfrentan en la final donde juegan por el bote acumulado.

## Concursantes memorables
Dado que los concursantes continúan de un día a otro, salvo que pierdan en El reto, los espectadores acaban cogiéndoles cariño. Por esto, y para premiar a los mejores concursantes, anualmente se celebran los especiales con los Magníficos.

### Concursantesmagníficos
Se llama magnífico a todo concursante que supera la cifra en su marcador de 7000 €. Para ello se suele tardar una media de 7-15 programas (dependiendo del dinero acumulado al final de cada programa). El 3 de marzo de 2025 la cifra para ser magnífico aumentó hasta los 10000€.

### Concursantessupermagníficos
Se llama supermagnífico al concursante ganador de los especiales anuales realizados por los magníficos del año anterior.

### Concursantescentenarios
A lo largo de la historia del programa solo veinte concursantes han llegado a los 100 programas, límite máximo de participación. A estos concursantes se les dedica un programa especial en su honor, sin la presencia de otros concursantes. En ese programa, disponen del llamado Minuto de oro, en el que tienen 60 segundos para expresar lo que quieran, tiempo que suelen dedicar para los agradecimientos.

### Concursantesbicentenarios
Aunque el límite de participación del programa esté en 100 programas, algunos concursantes centenarios han recibido la oportunidad de volver a incorporarse al programa como eméritos y han realizado de nuevo otros 100 programas, alcanzando un total de 200 programas diarios y convirtiéndose en bicentenarios del programa.

## Premios entregados
Saber y ganar no es un programa muy generoso con sus premios, debido a que se emite en la televisión pública y en una cadena secundaria. Aun siendo así, los 28 años que avalan a 'Saber y ganar' le han convertido en un programa en el que no importa el premio que se puedan llevar los concursantes, sino la demostración de conocimientos de estos.
Actualmente, los mayores premios repartidos en los 28 años de 'Saber y ganar' se corresponden a los botes acumulados de la edición "Fin de semana", ya que por lo anterior dicho el concurso no tiene más capacidad económica que para entregar una media de unos 1.000 € por programa, más lo que se puedan llevar de la "Parte por el todo". Tan solo en programas especiales, como los de los Centenarios, aniversarios, magníficos,... el programa pone en juego más dinero. Por poner un ejemplo, Óscar Díaz ganó más de 4500 € en el especial de su programa 200, tras superar una triple calculadora y un triple reto.
Cabe mencionar que a pesar de esto, si unimos todas estas pequeñas cantidades, podemos afirmar que "Saber y ganar" ha repartido en sus 28 años de vida más de 4.700.000 € entre más de 3.000 concursantes.

## Galardones
- Premios Iris de la Academia de Televisión y de las Ciencias y Artes del Audiovisual de España: Mejor programa de variedades y concurso (1999).
- Premio Bravo de Televisión. 25 de octubre de 2012.
- TP de Oro: Mejor concurso. Nominado en 2003, 2004, 2005 y 2010.
- Premio Ondas al mejor presentador para Jordi Hurtado, por Saber y ganar. 7 de noviembre de 2012.
- Premio Ondas 2022 al mejor programa de entretenimiento.
- Premio ALMA 2024 al mejor guion de Concurso, por Saber y ganar, a Marisa Pérez, Lourdes Alegre, Aram Bonmatí, Armonía Gustems, Jesús Martínez, Marc Montañés, Marina Ortuño, Albert París, Laia Poo, Mireia Pou, Júlia Puig, Crisol Tuà, Mireia Ubero y Mireia Uribesalgo. Concedido por el Sindicato de Guionistas de España ALMA. [17]

## Versiones internacionales
Hasta ahora, el formato de televisión enteramente creado en España ha sido exportado a Perú. 

### Ediciones extranjeras
| País | Nombre        | Presentador/es                    | Canal              | Estreno                                      |
| ---- | ------------- | --------------------------------- | ------------------ | -------------------------------------------- |
| Perú | Saber y ganar | Carlos Cornejo y Verónica Amadori | América Televisión | 9 de marzo de 2003 - 28 de diciembre de 2003 |

## Canal Saber y ganar 24 horas
El 17 de febrero de 2025, coincidiendo con el 28 aniversario de su estreno, nació el Canal RTVE Saber y Ganar, una emisión 24 horas del programa de Jordi Hurtado en el catálogo de streaming de RTVE.  